# بليديس إنترتينمينت
بليديس إنترتينمينت  (بالإنجليزية: Pledis Entertainment)‏ هي شركة تسجيلات كورية جنوبية ووكالة مواهب، تأسست عام 2007. يقع مقرها في سيئول، كوريا الجنوبية.

## الفنانون حاليا
| - آفتر سكول - نيوست - سفنتين - بريستن - A.S. Red & Blue (آفتر سكول) - Orange Caramel (After School) - NU'EST-M (نيوست) - Pristin v (بريستن) | - UEE - Raina - Han Dong Geun - ليزي | - يوي - نانا - ليزي - هيلو فينوس - JR - Baekho - Ren - Jun المنتجين الاغاني - ووزي seventeen |

## وصلات خارجية
- الموقع الإلكتروني